# Калетник Оксана Миколаївна
Окса́на Микола́ївна Кале́тник (нар. 10 грудня 1972, м. Хмільник Вінницька область) — народний депутат України, член депутатської фракції КПУ (до моменту її розпущення). Перший заступник Голови Комітету Верховної Ради України з питань бюджету. Член постійної делегації Верховної Ради при Парламентській асамблеї ОБСЄ.

## Біографія
Племінниця народного депутата України Григорія Калетніка, двоюрідна сестра депутата, колишнього першого заступника Голови ВРУ Ігоря Калєтніка.
Закінчила Національний державний університет ім. Т. Г. Шевченка за двома спеціальностями: «загальна психологія» (1995) і «юриспруденція» (1997)
1991 р. — глава рекламного відділу в компанії «Роксолана».
У 1992 р. заснувала рекламне агентство «Dali». Пізніше створила регіональний тижневик «Теленеделя». Подальший розвиток «Dali» призвів до появи власної продакшн-студії «Master Video», яка виробляла програми для телеканалу «Інтер».
1995 р. — організувала юридичну компанію «Алком Київ».
1996 — 2003 рр. — віце-президент будівельної корпорації «BM Group».
1999 — 2006 рр. — голова правління данського інвестиційного холдингу «Dannmar Scandinavia Aps» в Україні.
У 2003 р. заснувала групу компаній «FIM Consulting». Серед активів FIM — більше десятка об'єктів комерційної та житлової нерухомості, зосереджених в основному в Київській області.
З червня 2010 по листопад 2012 — член Національної ради з питань телебачення і радіомовлення.
Державний службовець 3 ранг (2011).
На парламентських виборах 2012 року була обрана депутатом Верховної Ради України по одномандатному мажоритарному виборчому округу № 16; висунута Комуністичною партією України. За результатами голосування здобула перемогу набравши 43,22% голосів виборців.
У квітні 2014 року за запитом Держфінмоніторингу України Оксану Калетник затримали на 30 хвилин правоохоронні органи Молдови на кордоні в аеропорту Кишинева, що вона розцінила як політичне переслідування.

29 травня 2014 вийшла із фракції Комуністичної партії в парламенті.
Я вважаю, що в цей складний для країни час партія мала б займати не аморфну позицію, а самоочиститися від функціонерів, які втратили енергію до перемоги і ще здебільшого прагнуть інертно спостерігати за тим, що відбувається, а не діяти, щоб змінити ситуацію. Від тих партійців, яким не потрібна реальна боротьба, достатньо лише її імітації.
В іншому інтерв'ю також зазначила: «Основна причина — аморфна позиція та імітація реальної боротьби. Думок про вихід із фракції в мене не виникало, навіть коли нападали на бізнес, який колись створювала». Нині позафракційний депутат.
Єдина з української делегації проголосувала проти резолюції про засудження окупації Росією території України на 23 сесії Парламентської асамблеї ОБСЄ (1 липня 2014 року).
На дострокових парламентських виборах 2014 року посіла 4 місце на 16-му виборчому окрузі, набравши 8% голосів.

## Нагороди та регалії
Заслужений юрист України (2009 р.).

## Статки
У 2013 році журнал Фокус оцінив статки Оксани Калєтнік у $35 млн (190-е місце у рейтингу "200 найбагатших людей України"). У 2010 році видання Корреспондент та Фокус оцінювали статки Калєтнік у $45 млн та $44,8 млн відповідно. 

## Скандали
Під час зустрічі з виборцями в Крижополі закликала не захищати Україну від Росії, через що була змушена рятуватися втечею із зустрічі. СБУ відкрило кримінальне провадження за сепаратизм.

## Особисте життя
Оксана Калєтнік живе у заміському будинку у престижному селищі Конча-Заспа під Києвом. Розлучена, є дочка Ольга (нар. 1993), яка навчається у Лондоні.
Віруюча регулярно читає Біблію і молиться. Також захоплюється «ведичної» філософією, читає Рамі Блекта.